# Thriller (албум)
Thriller је шести студијски албум америчког извођача Мајкла Џексона. Објавио га је Епик рекордс 30. новембра 1982. године након певачевог критички и комерцијално успешног албума Off the Wall. Музички, Thriller истражује жанрове сличне оним његовог претходника: поп, ритам и блуз, рок, пост-диско и фанк. Са продукцијским буџетом од 750 хиљада долара, снимање материјала је трајало од априла до новембра 1982. године у студију „Вестлејк рикординг“ у Лос Анђелесу, Калифорнија. 
Уз асистенцију продуцента Квинсија Џонса, Џексон је написао четири од девет песама које су се нашли на коначном издању. За само годину дана, Thriller је постао најпродаванији албум свих времена са процењеним бројем од између 65 и 110 милиона продатих копија. У Сједињеним Државама дели прво место најпродаванијих албума свих времена са Their Greatest Hits (1971-1975), компилацијом највећих хитова бенда Eagles. Седам песама је издато као синглови и све су ушле међу првих десет на топ-листи „Билборд хот 100“. Thriller је освојио рекордних осам Греми награда 1984, укључујући и ону за албум године.
Thriller је поставио Џексона међу доминантне поп звезде са краја 20. века и омогућио му да сруши расне баријере, појављивањима на Музичкој телевизији и састанком са председником Роналдом Реганом у Белој кући. Један је од првих албума који је користио спотове као успешне промотивне алатке. Спотови песама Thriller, Billie Jean и Beat It су редовно приказивани на поменутој телевизији. Године 2001, објављено је специјално издање албума која садржи аудио интервјуе, демо снимке и Гремијем награђену песму Someone in the Dark. Албум је по трећи пут издат 2008, као Thriller 25, и на њему се налазе ремикси савремених извођача, раније необјављивани материјал и DVD.
Thriller заузима двадесето место на листи „500 најбољих албума свих времена“ коју је објавио магазин Ролинг стоун 2003. године и треће место на листи „Дефинитивних 200 албума свих времена“ Удружења музичких комерцијалиста. Албум се чува у Конгресној библиотеци уз опис да је културно препознатљив.

## Позадина
Џексонов претходни албум, Off the Wall, био је критички успешан и, генерално, добио је одличне оцене. Такође је био и комерцијално успешан са продајом од око 20 милиона копија широм света. Године између издања тог и предстојећег албума су представљале транзициони период за певача и време осамостаљивања. Тај период га је чинио дубоко несрећним: „Чак и код куће сам усамљен. Седим понекад у мојој соби и плачем. Тако је тешко наћи пријатеље. Некад шетам по крају увече, само надајући се да ћу наћи неког са ким бих разговарао. Али само завршим долазећи кући.“ Када је напунио 21. годину, у августу 1979, Џексон је отпустио свог оца као менаџера заменивши га Џоном Бранком.
Џексон се поверио Бранки да жели бити највећа и најимућнија звезда у шоу бизнису. Истовремено је био разочаран јер водећи сингл албума Off the Wall, Don't Stop 'til You Get Enough, није освојио Греми поводом чега је изјавио: „Није уопште било фер што није добио награду за „Плочу године“ и таква прилика се неће никад поновити.“ Исто тако осећао се потцењеним у музичкој индустрији. Године 1980, када је замолио једног публицисту магазина „Ролинг стоун“ да уради насловну причу са њим, био је одбијен што је коментарисао: „Говорио сам да црни људи на насловним странама не продају копије. Само причекајте. Једног дана ће ме ти магазини преклињати за интервју. Можда ћу им дати један, а можда и нећу.“

## Продукција
Џексон се поново састао са продуцентом албума Off the Wall, Квинсијем Џоунсом, да би снимио свој шести студијски албум. Пар је заједно радио на око 30 песама од којих је затим њих девет сврстано на коначном списку. Материјал се снимао од априла до новембра 1982. године са продукцијским буџетом од 750 хиљада америчких долара. Неколико чланова бенда Тото су били укључени у снимање и продукцију. Џексон је написао четири песме за плочу: Wanna Be Startin' Somethin', The Girl Is Mine (са Полом Макартнијем, Beat It и Billie Jean. За разлику од многих извођача, он није писао ове песме на папиру. Уместо тога, диктирао би инструменту за регистровање звука, а при снимању би певао из меморије.
Веза између два сарадника се затегла за време снимања албума. Џексон је пуно времена проводио увежбавајући плесне кораке. Када су девет одабраних песама биле комплетиране, оба сарадника су била незадовољна коначним производима. Касније су свих девет ремиксовали, користећи по недељу дана за сваку. Џоунс је сматрао да Billie Jean није довољно квалитетна да би се нашла на плочи. Џексон, који није истог мишљења, инсистирао је да се задржи. Након завршетка продукције, продуцент је рекао певачу да је неизвесно да ће Thriller бити продаван као претходни албум, пошто је од тада музичко тржиште ослабило. Џексон је одреаговао одлуком да се откаже званична објава албума.
У једном интервјуу, Џексон је рекао да је био мотивисан да створи албум чије би песме све биле одличне и да се питао: „Зашто не би свака песма била хит?“. Џоунс и текстописац Род Темпертон су дали детаљан биланс о томе шта се дешавало у току продукције за реиздање албума 2001. године. Џонс је говорио о песми „Billie Jean“ и њеној биографској страни, односно о повезаности са певачевим приватним животом. Продуцент је желео да увод песме буде скраћен. Како год, Џексон није ју скратио јер је желео плесати уз тај део у току извођења. Њих двојица су одлучили да створе рок песму која би задовољавала укусе свих. Неколико недеља су тражили одговарајућег гитаристу за песму Beat It коју је Џексон написао и одсвирао бубњеве у њој. Напокон, нашли су Едија Ван Хејлена из рок бенда Van Halen.
Кад је Род Темпертон написао Thriller, првобитно је назвао Starlight и Midnight Man. Често желећи истакнуту јавну личност да отпева завршне стихове, довео је Винсента Прајса који је успешно урадио свој део за кратко време. Темпертон је написао део намењен Прајсу у таксију на путу ка студију. Џоунс и он су рекли да су неке песме одстрањене са коначног списка јер нису имале „предности“ оних изабраних.

## Композиција
Према речима Стива Хјуиа, код албума Thriller су усавршене карактеристике Џексоновог претходног издања Off the Wall. Денс и рок песме су агресивније, док су поп тонови и баладе мекше и духовније. Албум садржи баладе The Lady in My Life, Human Nature и The Girl Is Mine, фанк комаде Billie Jean и Wanna Be Startin‘ Somethin’, и диско сет Baby Be Mine и P.Y.T (Pretty Young Thing). Песма Wanna Be Startin‘ Somethin’ је написана пар година пре 1982. Има сличан звук као песме са албума Off the Wall. Праћена је басом и перкусијама у позадини и њен главни део, црквени хор Свахила, даје јој међународни омаж. The Girl is Mine, дует Џексона и Пола Макартнија, говори о два пријатеља који се боре за исту девојку, свађајући се ко је воли више. Завршава се тихим дијалогом између двојице поменутих.
Thriller је један од првих Џексонових радова који се бави мрачнијим темама. Песме Billie Jean и Wanna Be Startin‘ Somethin’ говоре о опсесији, а Thriller о страху и опасности. У песми Billie Jean, Џексон пева о опсесивној обожаватељки која тврди да има дете са њим. У Wanna Be Startin‘ Somethin’ се расправља са медијима и оним који пишу нетачне тврдње о њему. Том Скот, саксофониста, и басиста Луис Џонсон су били укључени у снимање песме. Код песме Thriller, звучни ефекти попут шкрипе врата, грмљавине, корачања по дрвеном поду, ветрова и завијање вукова се могу чути. 
Beat It је први певачев успешни рок сингл. Џексон је касније рекао везано за њу: „Поента је да нико не треба да буде чврст момак да би изашао из борбе и даље остао човек. Не мораш погинути да би доказао да си мушкарац.“ „Human Nature“ садржи мрзовољне и интроспективне стихове.
Крајем седамдесетих година двадесетог века, Џексонове вештине као вокалисте су постале веома цењене. Олмјузик га је описао као заслепљујуће надареног вокалисту. Ролинг стоун је упоредио његов глас са вокалом Стивија Вондера. Оцене магазина су биле да је Џексонов меки калибар тенора изванредан и да благо клизи у нагао фалсето који користи смело. Са издањем плоче Thriller, Џексон је показао како може певати дубоко-ниско ка басо-ниско али и да током извођења готиви да пева више захваљујући томе што је поп тенор. Ролинг стоун је био мишљења да је он тада певао потпуно одраслим гласом који је био благо обојен тугом. P.Y.T (Pretty Young Thing), написана од стране Џејмса Инграма и Квинсија Џонса, и The Lady in My Life коју је написао Род Темпертон, дале су албуму ритам и блуз правац. Певач је већ примењивао своје чувено вокално „штуцање“. Функција овог штуцања, које је попут гутања ваздуха или бректање, је да помогне приказивању одређене емоције: узбуђења, туге или страха.

## Издање и пријем
| Оцене критичара |           |
| Критичари       | Оцена     |
| „“              | позитивна |
|                 | А         |
| „“              | позитивна |
| „“              | 4 од 5    |

Thriller је издат 30. новембра 1982. године. У одређено време је продаван у око милион копија недељно широм света. Седам синглова са албума је објављено. Међу њима и The Girl Is Mine, која је била виђена као лош одабир за водећи сингл и навела је поједине да верују да ће албум бити разочарење. The Girl Is Mine је пратио хит сингл Billie Jean који је поставио албум на врх листа. Успех се наставио са синглом Beat It у којем наступају гитаристи Еди Ван Хејлен и Стив Лукатер. Песма Thriller је издата као сингл и такође, постала је интернационални хит.
Thriller је генерално позитивно оцењен од стране музичких критичара. Оцена са четири звездице Ролинг стоун магазина и Кристофера Конелија је описала албум као плочу са тамном поруком. Упркос позитивном пријему, насловни сингл је био мета јаких негативних критика поготово од стране поменутог магазина. Ролинг стоун је истакао своје чуђење због појављивања Винсента Прајса. Њујорк Тајмс је дао позитивне оцене и придао велику важност песми Human Nature. Описана је као песма која највише „погађа“ на плочи и објављено је да „ова замишљујућа песма Стива Поркара и Џона Бетиса не да мира и са неодољивим хором у њој би требало да буде енормни хит“. Закључујући своје оцене Тајмс је додао: „Овде се могу чути и други хитови такође, пуно њих. Најбоље од свега, са продорном вером надахњујући албум целовито, Thriller поручује да је еволуција господина Џексона као уметника далеко од свог завршетка.“
Роберт Христгој је објавио позитивну (А-) оцену пар дана пре официјелног издања албума. Он је потврдио да су ту биле „ознаке празних поља“ на плочи али и даље је именовао као готово класик. Изразио је мишљење да је „Beat It“ најбоља песма албума, називајући је тријумфалном. Негативно је критиковао The Girl Is Mine као најгоре Мајклово издање од песме Ben. Био је мишљења да сарадња Макартнија и Џексона није успела, али ју је хвалио за „стварање мултиетничке љубави које ће се чути на радију.“ Годину дана након издања, Тајм је издвојио три сингла са албума као најуспешније: Billie Jean, Beat It и Thriller. Са друге стране, у оцени часописа Мелоди мејкер, Паоло Хјуит је констатовао да „њег(ова) плоча није добра“ (наравно мислећи на Џексона); према његовом мишљењу постоје само две песме вредне помена. „Wanna Be Startin‘ Somethin‘“ је хваљена као узбудљива електро и фанк песма као и Billie Jean. Хјуитова ставка је била да се албум могао само крајње описати као пријатан алудирајући на последње песме са листе. Закључио је: „Џексон изгледа губи свој таленат за претварање новца у злато.“
Албум је освојио рекордних седам Греми награда 1984. године укључујући и награду за најбољи албум године. Исте године, Џексон је освојио осам Америчких музичких награда, Специјалну награду Мерита и три МТВ видео музичке награде. „Thriller“ је званично постао најпродаванији албум на свету 7. фебруара 1984. када је уврштен у Гинисову књигу рекорда. Један је од само три албума који се налазио на листи десет најбољих у Сједињеним Државама целих годину дана, бивајући 37 недеља на првом месту и 80 узастопних међу првих десет. Албум је такође један од три који је издао седам топ 10 синглова на листи „Билборд хот 100“, и једини је албум до сада, који је проглашаван најпродаванијим две године заредом у Америци (1983. и 1984). 
Августа 21. 2009, Thriller је сертификован 29 пута платинастим тиражом у Америци за продају од најмање 29 милиона копија. Албум је био на врху листи у многим земљама. Продат је у 3,7 милиона копија у Уједињеном Краљевству а у Јапану у 2, 5 милиона. Одликован је 15 пута платинастим тиражом у Аустралији. Још увек популаран и данас, Thriller се продаје у око 130.000 копија годишње у Сједињеним Америчким Државама. Досегао је друго место на листи америчких каталога у фебруару 2003. године и 39. у Уједињеном Краљевству у марту 2007. године. Цифре продатих копија варирају између 47 и 110 милиона примерака. У Гинисовој књизи рекорда, Thriller је уврштен са информацијом да је продат у око 65 милиона копија до 2007. године.

## Утицај и наслеђе

### Музичка индустрија
Блендер је описао Џексона као пре-еминентну поп икону касног двадесетог века, док је Њујорк тајмс дао мишљење да је био музички феномен и да „у свету поп музике, постоји Мајкл Џексон и постоје сви остали“. Џексон је променио начин на који је индустрија функционисала, као особа која се бави уметношћу и као финансијски, профитабилни ентитет. Његов заступник Џон Бранка је напомињао да је он примио највише звање у музичкој индустрији тог времена; готово два долара је зарађивао за сваки продати примерак албума. Џексон је у том тренутку зарађивао рекордне профите од продаје компакт-дискова и од продаје копија документарног филма „Making of Michael Jackson's Thriller“, продуциран од стране Џексона и Џона Лендиса. Филм је продат у преко 350 хиљада копија у првих пар месеци. Thriller је померио границе издавања броја хит синглова са једног албума. Ера је доживела долазак новина попут лутки са ликом Мајкла Џексона које су се појавиле у продавнице у мају 1984. године са ценом од дванаест америчких долара. Албум већ дуго има своје место у америчкој поп култури. Биограф Ренди Тараборели је изјавио: „У неком тренутку, Thriller се престаје продавати као магазин, као играчка, као карте за хит филм, а онда се почиње се продавати као кућна потрепштина.“
У време изласка албума, изјава за јавност Гила Фрисена, председника Еј-Енд-Еј рекордса је била: „Цела индустрија има интерес у овом успеху.“ Тајм магазин је проценио да је Thriller пружио музичком бизнису своје најбоље године још од 1978. када је домаћи доходак био 4,1 милијарда долара. Исто тако је закључио да је значај албума у рестаурацији вере за индустрију и враћању поп музике на главну позорницу. Публика је описивала Џексонов утицај речима: „Звезда плоча, радија, и рок спотова. Самостални спаситељ музичког бизниса. Текстописац који ствара битове за декаду. Плесач са фантастичним стопалом. Певач који кида границе укуса, стила и боја такође.“

### Спотови и расна једнакост
Пре успеха албума Thriller, медији су објављивали да Џексонове спотове водећи људи Музичке телевизије не желе приказивати због његове расне припадности. У намери да обезбеди Џексону ускраћени публицитет, председник Си-Би-Ес рекордса, Волтер Јетникоф је притискао МТВ обративши јој се :
 Његов тадашњи утицај је приморао телевизију да започне приказивање спота песме Billie Jean и затим Beat It. То је довело и до касније дугог партнерства између певача и мреже. Џеконова освојена битка за публицитет је отворила пут другим црним извођачима. Популарност спотова, попут Billie Jean и Beat It, помогла је младој телевизији да се „пласира на мапи“ и окрене свој програм ка попу и ритам и блузу.
Џексон је трансформисао спотове у уметничке форме и промотивне алатке кроз употребу комплексних сценарија, плесачких рутина, специјалних ефеката и кроз појављивања славних особа. Када се појавио спот насловне песме у трајању од четрнаест минута, МТВ га је приказивао два пута у једном часу. Кратки филм је подигао значај спотова и касније је често именован најбољим музичким спотом икада. Популарност спота је вратила албум назад на прво месту топ-листи. Џексонова издавачка кућа није хтела да продуцира издање трећег спота са албума. Сви су већ били задовољни успехом, тако да су Џексон и МТВ заједно снимили спот. Кореографија у споту је постала део глобалне поп културе, извођена свугде од Боливудских филмова до затвора на Филипинима.
За црног извођача током осамдесетих у том тренутку, Џексонов успех је био непоновљив. Према речима новина Вашингтон пост, Thriller је отворио пут другим афроамеричким извођачима. Песма The Girl is Mine је хваљена због сарадње два извођача различитих раса. Тајм је објавио: „Џексон је највећа ствар још од Битлса. Он је најврелији феномен од Елвиса Преслија. Он би могао бити најпопуларнији црни певач свих времена.“

### Албум данас
Данас, албум је и даље виђен у позитивном светлу од стране критика две деценије након свог издања. Стивен Томас Ерлвајн је дао плочи максималних пет звездица и написао је да има за сваког по нешто што би га занимало. Сматра да иако албум садржи фанк и рок песме, истовремено је и непроцењиво забаван. Похвалио је песме Billie Jean и Wanna Be Startin‘ Somethin‘ говорећи да су најбоље: Billie Jean и буновни Wanna Be Startin‘ Somethin‘ су најсвежији фанк на албуму, али и најклаустрофобичнији, две најстрашније песме које је Џексон икад снимио.“ Слент магазин, попут Стивена Томаса и оригиналне оцене Ролинг стоуна, дао је пет звездица и све комплименте песми Wanna Be Startin‘ Somethin‘.
Аутор Нелсон Џорџ је написао да је албум послужио Р. Келију, Ашеру, Џастину Тимберлејку и многим другим као упутство у стварању њихових каријера. Године 2003, албум је рангиран на 20. место Ролинг стонове листе 500 највећих албума свих времена и од стране Асоцијације музичких трговаца на треће место „Дефинитивне листе 200 албума свих времена“. Године 2008, двадесет и пет година након објављивања, албум је уврштен у Гремијеву кућу славних и пар недеља касније заједно са 25 осталих албума у Конгресну библиотеку као „културно препознатљив“.

## Нова издања
је поново издат 2001. године у сету названом Thriller: Special Edition“ У сету су књижица са стиховима и додатни материјал: песме Someone in the Dark, Carousel и Џексонова првобитна верзија песме Billie Jean као и аудио интервјуи са Џоунсом и Темпертоном у којим дискутују о снимању албума.
У фебруару 2008. године, поводом 25. годишњице од издања албума, Епик Рекордс је објавио Thriller 25. Thriller 25, чији је извршни продуцент био Џексон, појавио се на два диска и на грамофонским плочама. На првом диску се осим девет песама првобитног албума налазе ремикси и нова песма For All Time“ Ремиксе су урадили амерички извођачи Ферги, Вил Ај Ем, Канје Вест и Ејкон. Други диск је DVD са три спота и исечком из емисије Мотаун 25. Књижица са стиховима и Џексоновом захвалницом се налази на издању. Иако датира из 1982. године, балада For All Time се наводи као песма са снимања албума .  је био комерцијално успешан и прошао је веома добро као реиздање. Досегао је прво место у осам земаља Европе. Заузимао је друго место у Сједињеним Државама, треће у Уједињеном Краљевству и досегао међу десет најбољих на преко тридесет националних листа. Сертификован је златним тиражом у једанаест земаља као и у УК, награђен је два пута златним тиражом у Француској и примио је платинасти статус у Пољској. У Америци, Thriller 25 је био други најпродаванији албум у току недеље када је издат, бивајући продат у 166 хиљада копија, само 14 хиљада копија мање од албума који се налазио на првом месту. Био је неподесан за „Билборд 200“ топ-листу као реиздање, али је на листи „поп каталога Билборда“ заузео прво место и ту остао десет узастопних недеља. Са доласком Ноћи вештица, Thriller 25 је провео и једанаесту недељу на врху поп каталога. Ово је допринело продаји од око 688 хиљада копија чинећи реиздање најбоље продаваним каталог албумом у 2008. години. Ово је било Џексоново најбоље издање од 2001. и његовог последњег студијског албума Invincible и продато је у три милиона примерака за 12 недеља. Два сингла су издата како би се модернизовао успех: The Girl Is Mine 2008 и Wanna Be Startin' Somethin' 2008.

## Списак песама
| #  | Назив | Аутор(и)                  | Трајање |
| -- | ----- | ------------------------- | ------- |
| 1. |       | Мајкл Џексон              | 6:02    |
| 2. |       | Род Темпертон             | 4:20    |
| 3. |       | Мајкл Џексон              | 3:41    |
| 4. |       | Род Темпертон             | 5:57    |
| 5. |       | Мајкл Џексон              | 4:17    |
| 6. |       | Мајкл Џексон              | 4:54    |
| 7. |       | Стиви Поркаро, Џон Бетис  | 4:05    |
| 8. |       | Џејмс Инграм, Квинси Џонс | 3:58    |
| 9. |       | Род Темпертон             | 4:58    |

## Особље
| - Брајан Бенкс — клавијатуре, синтесајзер и програмирање - Мајкл Бодикер — клавијатуре, синтесајзер - Ндугу Чанклер — удараљке - Паулињо да Коста — перкусије - Дејвид Фостер — клавијатуре, синтесајзер - Гери Грент — труба, флугелхорн - Еди Ван Хејлен — гитара - Џери Хеј — труба, флугелхорн - Мајкл Џексон — ко-продуцент, водећи и пратећи вокал, удараљке - Пол Џексон — гитара - Луис Џонсон — бас-гитара - Квинси Џонс — продуцент - Стив Лукатер — гитара, бас-гитара | - Ентони Меринели — синтесајзер програмирање - Пол Макартни — вокал - Дејвид Пејч — клавијатуре, синтесајзер програмирање - Дин Паркс — гитара - Грег Филингејнс — клавијатуре, синтесајзер, програмирање - Џеф Поркаро — удараљке, хорна, састанци - Стив Поркаро — клавијатуре, синтесајзер, програмирање - Бил Рајхенбах — тромбон - Брус Сведиен — аудио инжењер - Род Темпертон — удараљке, синтесајзер - Дејвид Вилијамс — гитара - Лери Вилијамс — саксофон, флаута - Бил Вулфер — удараљке, синтесајзер |